# قای‌نظر (آلماتی)
قای‌نظر (به قزاقی: Kaynazar) یک منطقهٔ مسکونی در قزاقستان است که در شهرستان انبکچی‌قزاق واقع شده‌است. قای‌نظر ۴٬۰۵۸ نفر جمعیت دارد.